# 영덕군의 지질

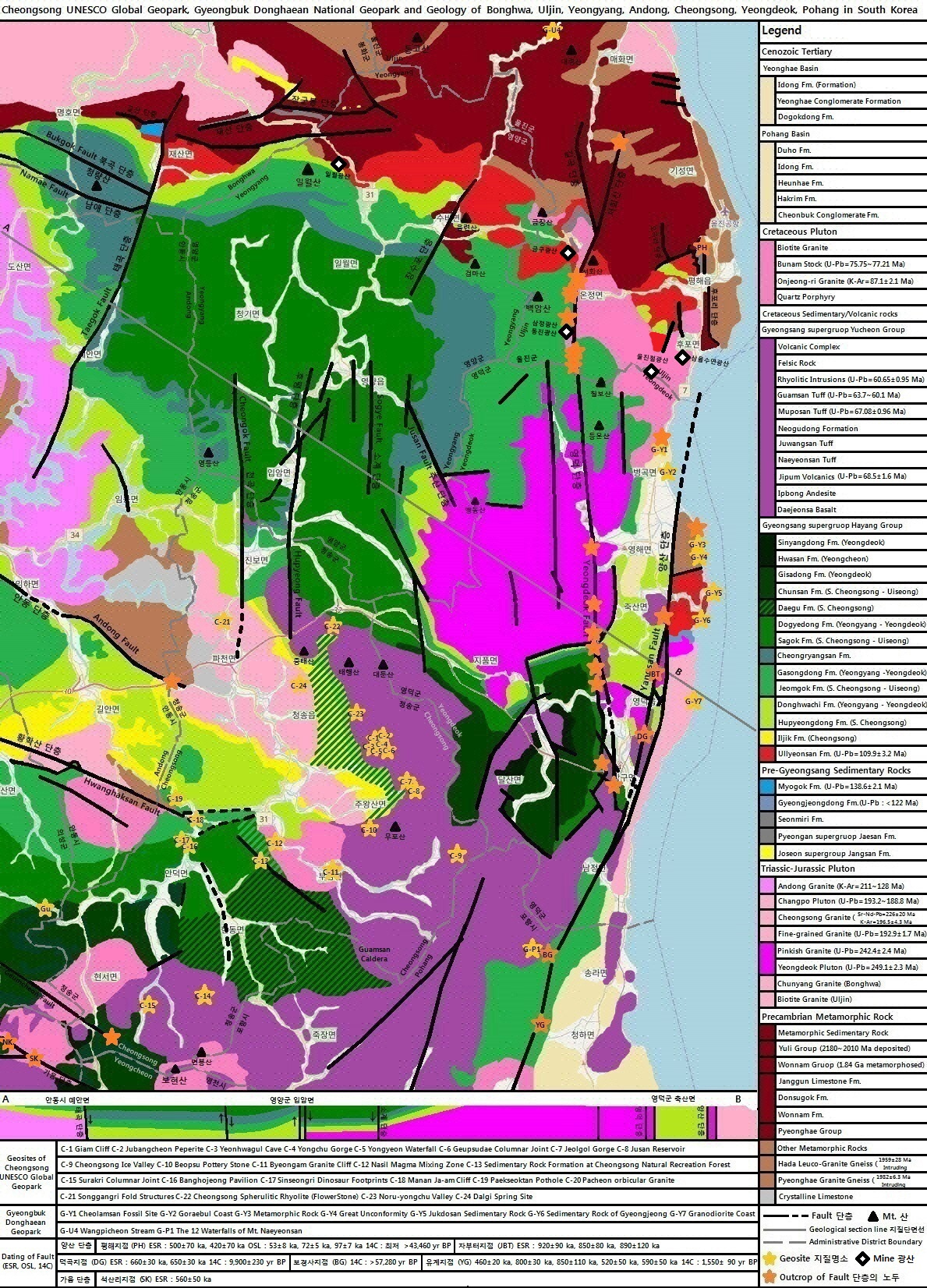
경상북도 울진군, 봉화군, 영양군, 안동시, 청송군, 영덕군, 포항시의 지질 및 청송 유네스코 세계지질공원, 경북동해안 국가지질공원

본 문서에서는 경상북도 영덕군의 지질과 영덕군 내 소재하는 경북동해안 국가지질공원의 지질유산에 대해 설명한다.

## 개요
경상북도 영덕군은 거의 전 지역이 중생대의 퇴적 분지 경상 분지에 포함되어 영덕군의 지질은 대부분 중생대 백악기의 퇴적암-화산암 지층 경상 누층군 하양층군과 유천층군으로 구성되고 영덕군 영해면의 영해 분지와 영덕군 최남단에 포항 분지의 신생대 제3기 지층이 조금 분포하며 그 외에 트라이아스기의 각섬석 화강암과 쥐라기-백악기의 경정동층, 중생대의 화강암이 분포한다.
영덕군 지역의 지질은 일본인 지질학자 노부히로 하타에(Nobuhiro Hatae, 波多江信廣)에 의해 처음으로 조사되었다. 그는 영덕군 지역의 대부분을 포함하는 1:5만 지질도 영덕 지질도폭과 영해 지질도폭(두 지질도폭은 동시에 발간되어 이하 "영덕-영해 지질도폭"으로 지칭한다.)을 발간하고, 영덕군 지역의 암석을 밑에서부터 편상 화강암, 시대 미상의 화전동층, 낙동통의 경정동층, 오늘날의 경상 누층군에 해당하는 신라통의 오천동층, 신양동층, 입봉 분암층, 불국사통(불국사 화강암류)의 화강암과 석영반암, 제3기 연일층군의 영해 역암층으로 구분하였다. 그러나 장기홍 외(1990)가 영덕 지역의 경상계 지층을 울련산층,동화치층, 가송동층, 청량산 역암층, 오십봉 화산암층, 도계동층, 기사동층, 신양동층과 유천층군으로 구분하여 현재는 오천동층이라는 지층명을 더 이상 사용하지 않고 이들 지층명을 사용한다.

## 선캄브리아기
영덕군 내에서 선캄브리아기 암석은 영해면 동부 대진리, 사진리, 괴시리 지역에만 소규모로 분포한다. 이 암석은 영해 지질도폭(1937)에서 편상 화강암으로 명명되었으며 석영, 장석, 흑운모로 구성되고 드물게 백운모를 포함한다. 강희철 외(2018)에 의하면 하부는 응회암이 변성된 녹색편암류, 상부는 니질암 기원의 변성퇴적암인 안구상 편마암과 호상 편마암이며 경상 누층군 울련산층 및 동화치층과 각각 충상단층 및 주향 이동 단층으로 접한다. 녹색편암류의 최하부 시료 저어콘에서 측정된 U-Pb SHRIMP 절대연령은 1841.5±9.6 Ma으로 고원생대 중기이다.
이 선캄브리아기 암석은 영덕군 영해면 사진리~대진리 지역에서는 해안도로를 따라 해안노두의 형태로 발달해 있다. 북측의 흑색 편마암이 남쪽으로 가면서 우백질 편마암으로 점이한다. 암석에는 흑운모와 석영, 장석의 배열에 의한 뚜렷한 편마 구조와 변성 조직인 안구상 구조가 나타난다. 또한 편마 구조가 극도로 휘어 있는 형태가 관찰되고 압쇄암의 특징을 보여 단층 작용과 같은 강한 지구조 응력을 받는 환경에서 형성된 것으로 추정된다.

### 경북동해안 국가지질공원원생대 변성암

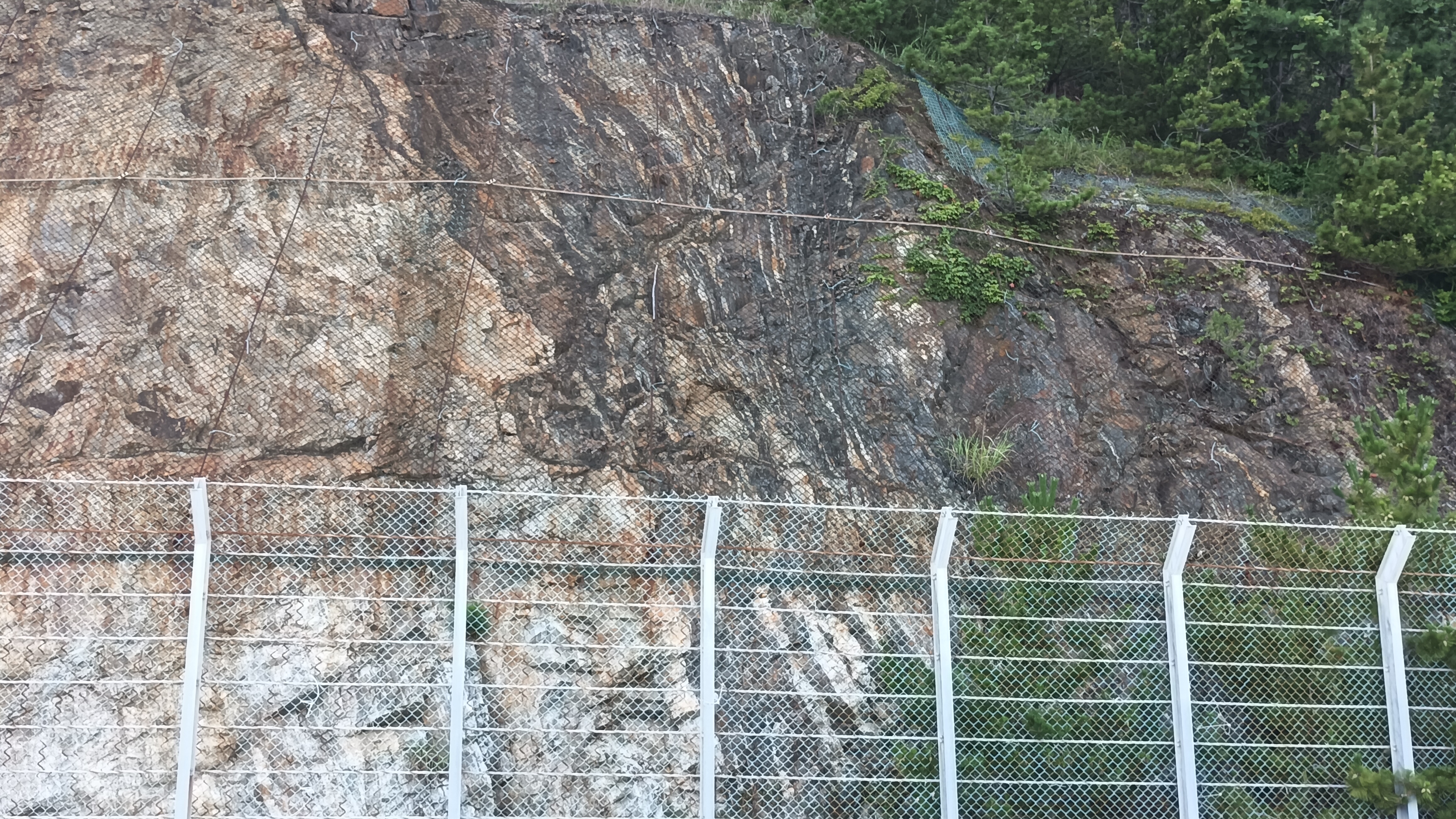
영남 육괴의 선캄브리아기 원생대 편마암, 영덕군 영해면 사진리

영덕군 영해면 대진리 영덕대게로 도로변에는 아래 사진과 같이 고원생대의 편마암이 밝은 부분과 어두운 부분이 교대로 나타나는 호상 구조를 보이며 드러나 있다. 이 노두는 경북동해안 국가지질공원의 지질유산으로 지정되어 있어 도로변에 표지판이 설치되어 있다.
영덕군 대진리 일대에 분포하는 편마암은 한반도에서 가장 오래된 암석 중 하나로, 고원생대(약 20억 년 전)에 형성되었다. 편마암은 기존의 암석이 높은 온도와 압력을 받아 만들어지는 변성암으로, 줄무늬 모양의 편마구조가 특징이다. 편마구조 중 밝은색 광물과 어두운색 광물이 번갈아 줄무늬 모양을 이루는 것을 호상구조(banded structure)라 하고, 밝은색 광물이 마치 사람의 눈처럼 둥글게 모인 것을 안구상구조(augen structure)라 부른다. 편마구조에 있는 어두운 색의 줄무늬를 이루는 성분은 밝은 색 줄무늬를 이루는 성분에 비해 풍화에 약해서 쉽게 부서져 나가 해안가에서는 마치 바위에 칼집을 낸 것과 같이 결이 보인다. 해안을 따라 북쪽으로 갈수록 편마암이 색이 어두워지는 것을 관찰할 수 있는데, 이는 변성 작용이 일어나기 전에 암석의 성분이 위치에 따라 달랐음을 알려주는 단서가 된다.— 현지 안내문

## 화전동층
화전동층(花田洞層, Kwadendo Formation)은 영해-영덕 지질도폭에서 명명되었으며 영덕군 축산면 칠성리 칠성저수지 부근의 꽃밭마을[花田洞]과 조항리, 영해면 대동리 일부 지역에 단층에 의해 극소규모로 노출된 결정편암 지층이다.

## 트라이아스기화성암

### 영덕 화강암
영덕 심성암체(Yeongdeok Plutonic Rocks) 또는 영덕 화강암은 영덕읍 중부와 지품면 북부, 축산면 서부, 영해면 서부, 창수면, 영양군 석보면에 걸쳐 넓게 분포하는 트라이아스기 화강암체이다. 이 화강암은 중립질 내지 조립질 흑운모 화강암으로 분류되며 대개 괴상이지만 연변부에서 미약한 엽리가 나타난다. 화강암체 내부에 양산 단층의 영향을 받은 것으로 추정되는 남-북 방향의 단층들이 다수 발달하나 단층에 의한 파쇄는 미약하다.
Kim (1997)은 영덕 심성암체의 각섬암에서 칼륨-아르곤 연대 측정을 실시하여 238.2±5.4 Ma의 연대를 보고하였으며 사공희 외(1999)는 238U-206Pb로 247.9±2.9 Ma, 235U-207Pb로 245.0±7.0 Ma의 연대를 보고하였다. 정창식 외(2002)는 경상분지 동부 트라이아스기 심성암의 화학조성을 분석하였으며 영덕 화강암의 절대연령을 Rb-Sr 동위원소 분석으로 230 Ma, Sm-Nd 동위원소 분석으로 241±59 Ma로 추정하였다. 사공희 외(2005)는 206Pb/238U 연대로 248.6 Ma, 244.5 Ma, 207Pb*/235U 연대로 246.9 Ma, 243.9 Ma을 보고하였다.
우현동과 장윤득(2014)은 영덕 화강암의 각섬석 지압계를 사용하여 화강암의 정치(定置) 깊이가 암체 남동부 가장자리에서 지하 약 8.98 km, 암체 중심부에서 17.19 km, 평균 깊이는 13.03 km인 것으로 계산하였다. 강희철 외(2018)는 249.1±2.3 Ma(트라이아스기)의 U-Pb SHRIMP 절대연령을 보고하였다.
영덕 심성암체
- 영덕군 지품면 낙평리, 국도 제34호선 도로변
북위 36° 26′ 53.3″ 동경 129° 15′ 18.4″ / 북위 36.448139°  동경 129.255111°
- 영덕군 창수면 창수리, 지방도 제918호선 도로변
북위 36° 35′ 14.7″ 동경 129° 15′ 00.2″ / 북위 36.587417°  동경 129.250056°

### 홍색 화강암
홍색 화강암(Pinkish Granite)은 영덕군 축산면 경정리 일대에서 경정동층과 부정합으로 접하며 축산면 남부에서 영덕 심성암체와 단층으로 접한다. 엽리면을 따라 운모류가 잘 발달하고 핑크색을 띤다. 강희철 외(2018)는 242.4±2.4 Ma(트라이아스기)의 U-Pb SHRIMP 절대연령을 보고하였다.

## 쥐라기화성암

### 창포 심성암체
창포 심성암체(Changpo Plutonic Rocks)는 영덕읍 동부 해안가에 남북으로 분포하는 화강암으로 경정리 일대에서는 반려암 내지 섬록암질암의 양상을 보이나 그 이남에서는 대체로 화강섬록암의 특성을 보인다. 창포 심섬암체의 일부분이 경정동층에 의해 부정합으로 덮히며 U-Pb SHRIMP 절대연령은 193.2±1.9 Ma~188.8±2.0 Ma이다.

#### 경북동해안 국가지질공원영덕 화강섬록암 해안
영덕 화강섬록암 해안은 창포 심성암체가 드러난 경북동해안 국가지질공원의 지질명소로 영덕해맞이공원 내에 위치한다. 이곳의 화강섬록암 암석에서는 여러 방향으로 쪼개진 단열, 포유암, 돌개구멍 등 다양한 지질구조를 관찰할 수 있다. 화강섬록암에는 밝은색의 화강암질 마그마에 더 어두운 색의 섬록암질 마그마가 침투하여 만들어진 포유암(enclave)을 볼 수 있다.
영덕 해맞이공원은 동해안에서 가장 선명한 일출을 볼 수 있는 일출 명소이다. 해안을 따라 조성된 산책로에는 약 1억5천만 년 전에 지하 깊은 곳에서 마그마가 식어 형성된 화강성록암이 분포하고 있다. 이 암석에서는 여러 방향으로 쪼개진 절리(단열), 포유암, 돌개구멍 등의 다양한 지질 구조들이 관찰된다. 약속바위는 암석에 갈라진 틈(단열)이 마치 사람의 손 모양처럼 생겨 이름 붙여진 대표적인 명소이다. 절리(단열)란 자연적인 힘에 의해 암석이 갈라진 구조를 말한다. 화강섬록암에서 관찰되는 얼룩무늬는 땅속에서 밝은 화강암질 마그마 덩어리에 더 어두운색을 가진 섬록암질 마그마가 침범하여 만들어진 것이다. 이렇게 얼룩무늬처럼 보이는 암석을 '포유암(enclave)'이라 한다. 바위 표면에 보이는 오목한 그릇 모양의 구조는 파도와 자갈이 빙글빙글 돌면서 깎아 만든 돌개구멍이고, 마당바위는 파도에 깎인 파식대지이다.— 현지 안내문, 영덕 화강섬록암 해안

영덕 해맞이공원은 영덕에서 가장 유명한 일출명소로 해마다 수많은 탐방객들의 발길이 끊이지 않는다. 이곳의 한 바위 면에는 손등이 보이게 새끼손가락을 편 왼손 주먹 형상이 새겨져 있으며 이는 약속바위라 불리고 있다. 약속바위는 바위면에 볼록하게 조각된 듯 한 형태를 보이고 있는데 이는 오랜 시간에 걸쳐 자연적으로 만들어졌다. 야소바위를 약속바위를 이루는 암석은 약 2억년의 나이를 가진 화강섬록암*이다. 이 화강섬록암은 화강암과 유사한 성분을 가진 암석으로 화강암과 같이 흰 빛깔을 띠며, 약속바위뿐 만 아니라 이 일대의 모든 기암괴석들은 모두 이 암석으로 이러우져 있다. 약 2억년 전에 이 화강섬록암은 땅속 깊은 곳에서 마그마가 굳어 만들어졌는데, 처음에는 쪼개진 틈 없이 매끈했으나 깊은 곳의 큰 압력에 의해 여러 방향으로 갈라지게 되었다. 이때 동서방향에 수직의 틈이 크게 생겼고, 남북방향으로 약 80도 경사진 여러 틈들이 함께 생겨났고, 이것이 현재 각각 손 모양이 새겨진 넓고 평평한 바위면과 손가락 형태를 만드는 틈이 되었다. 바위약속의 손등 오른쪽에는 마치 점과 같은 검정 무늬가 있는데, 이는 다른성분의 검은 마그마가 화강섬록암이 만들어질 당시에 끼여들어서 만들어졌다. 포유암*의 일종이다. 해맞이공원 바로 위에는 풍력발전으로 대표되는 신재생 에너지단지가 위치해 역시 많은 탐방객들이 찾아온다. 일출명소로 가장 유명한 해맞이공원에 위치한 약속바위는 푸른 동해와 동시에 붉은 일출이 어우러지는 곳에 자리하고 있으며, 동시에 녹색에너지로 대표되는 풍력발전단지앞에 위치하기 때문에 경북 동해안 지질공원을 대표하는 의미있는 장소이다. 이곳에서 약속바위와 손가락을 걸고 찍은 사진은 좋은 추억이 될 수 있다.— 현지 안내문, 약속바위

영덕군의 창포 심성암체
- 영덕군 축산면 경정리 해안가의 화강암
북위 36° 28′ 24.1″ 동경 129° 26′ 02.4″ / 북위 36.473361°  동경 129.434000°
- 영덕군 축산면 경정리 해안가의 화강암
북위 36° 26′ 23.7″ 동경 129° 25′ 57.5″ / 북위 36.439917°  동경 129.432639°
- 영덕군 영덕읍 노물리 해안가의 화강암
북위 36° 26′ 34.1″ 동경 129° 26′ 05.5″ / 북위 36.442806°  동경 129.434861°
- 영덕군 강구면 해안가의 화강암
- 해안 전경
- 포유암
- 포유암 근접사진
- 포유암

### 세립질 화강암
세립질 화강암(Fine-grained Granite)은 영덕읍 동부 삿갓봉 일대에 분포하는 쥐라기 화강암으로 강희철 외(2018)는 세립질의 복운모 화강암에 해당하는 암체를 새롭게 발견하고 또 세립질 암상이 화강섬록암을 관입한 것을 관찰하였다. 저어콘 U-Pb SHRIMP 절대연령은 192.9±1.7 Ma이다.

## 백악기 화성암

### 온정리 화강암
온정리 화강암(溫井里 花崗巖, Onjeongri Granite)은 울진군 온정면 외선미리와 선구리 일부 지역, 온정면 동남부와 후포면 서부 일대에 분포하는 한국의 화강암이다. 평해 지질도폭(1963)에 의하면 주로 각섬석 흑운모화강암으로 구성되어 있으며 선미리층과 평해층군을 관입하였고 경상 누층군에 의해 부정합으로 덮이는 선백악기 화강암이다. 신성천과 니시무라 스즈무(1993)는 온정리 화강암에서 85.5~44.3 Ma의 저어콘, 스핀, 인회석 피션트랙 연대와 87.1±2.1 Ma의 각섬석 K-Ar 연대를 보고하였다. 정창식 외(1998)에 의하면 온정리 화강암의 연령은 경상 누층군이 혼펠스화된 야외지질학적인 특징과 칼륨-아르곤 연대 측정 자료로 볼 때 중생대 백악기 말(87 Ma 내외)로 판단된다. 화강암 내 우라늄 함량은 0.7~4.4 ppm, 토륨 함량은 4.9~15.6 ppm이다.
영덕군 병곡면 금곡리 해안에는 온정리 화강암이 드러나 있다. 특히 바위위펜션(도로명주소: 영덕군 병곡면 지경1길 34)은 이름 그대로 화강암 바위 위에 있는데 이곳의 화강암에는 포유암(enclave)이 관찰된다.
영덕군의 온정리 화강암

## 경정동층

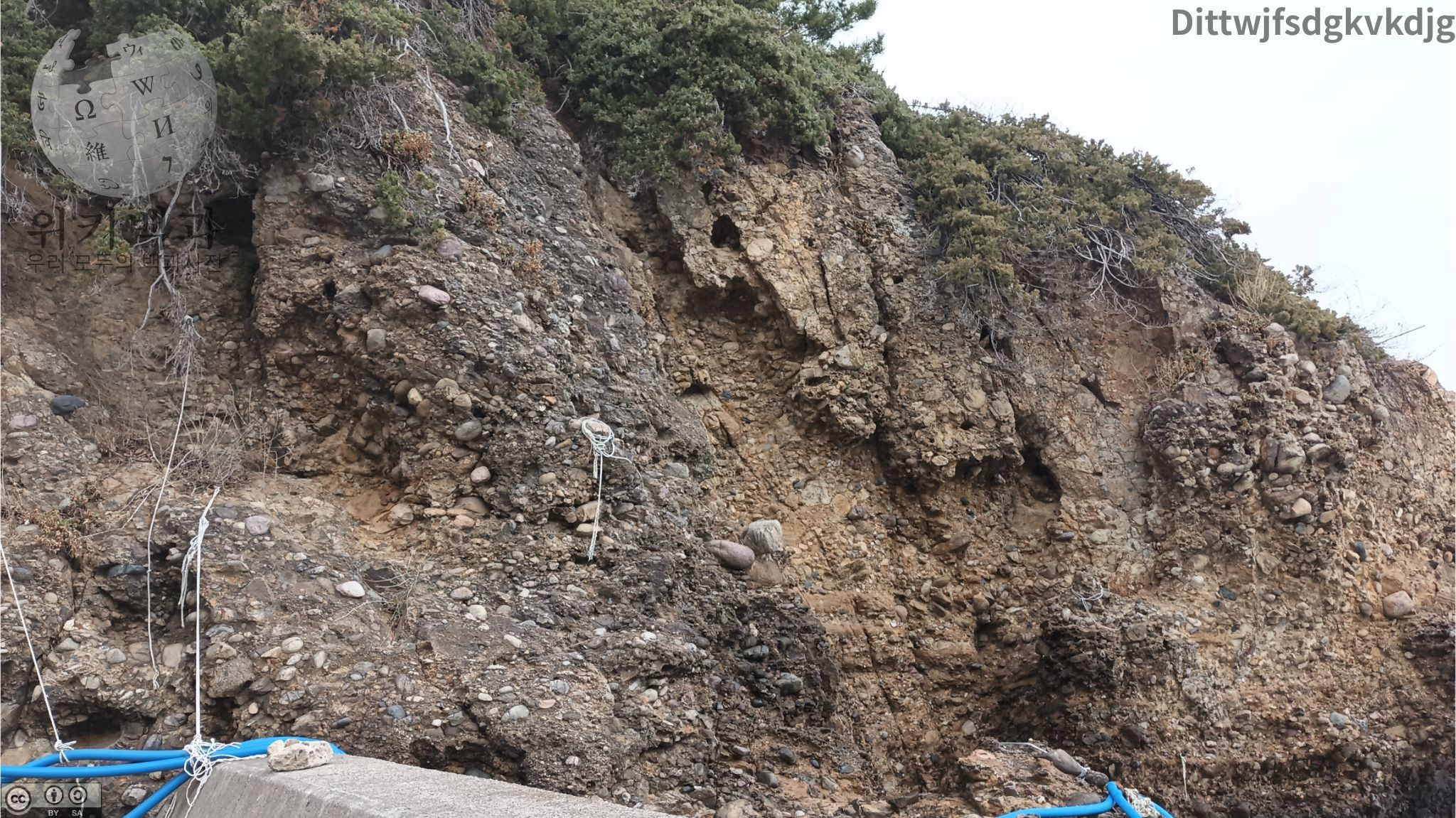
축산면 경정리 해안가의 경정동층 역암 절벽

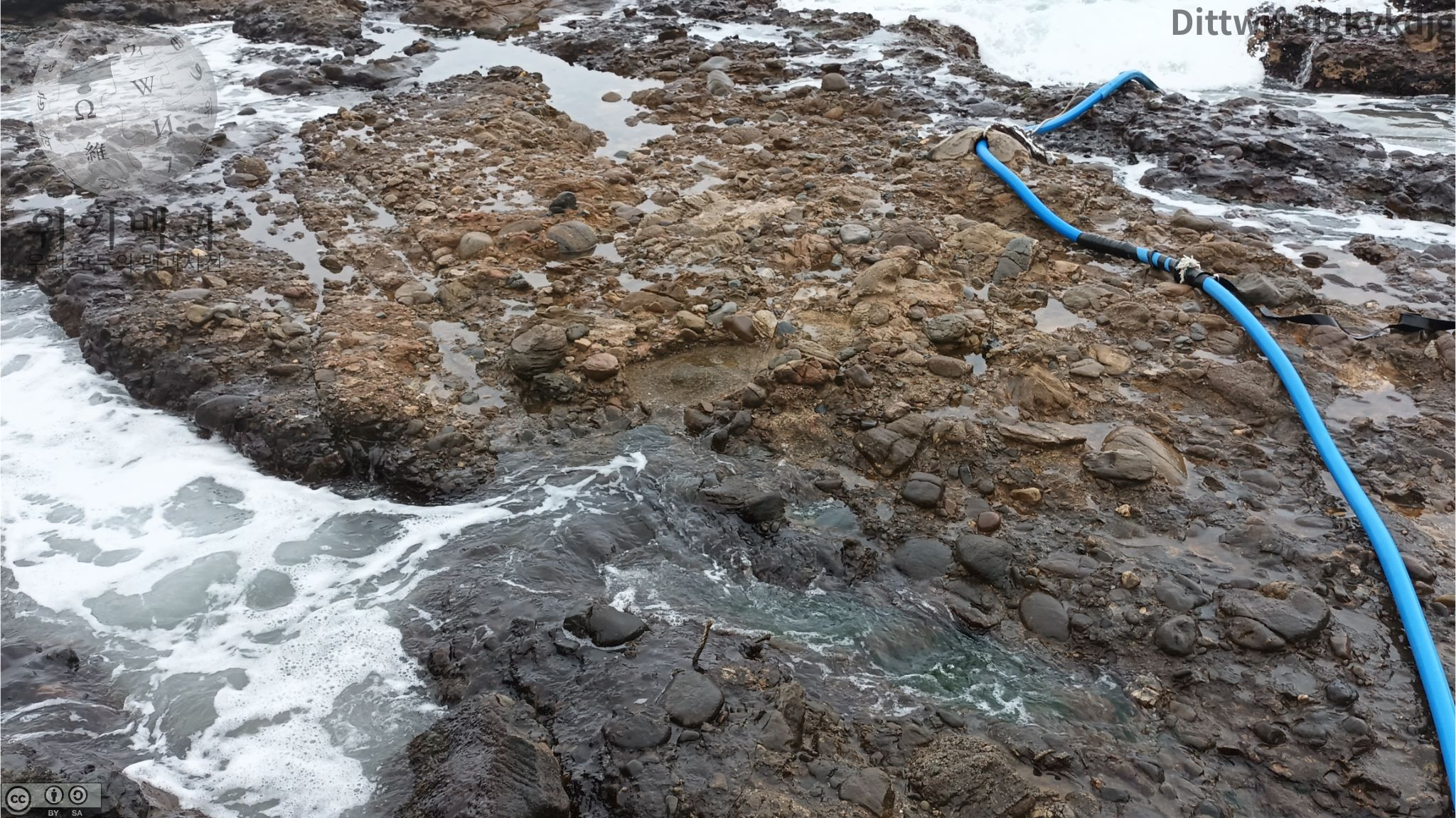
축산면 경정리 해안가의 경정동층 역암

경정동층(景汀洞層, Keiteido Formation, Gyeongjeongdong Formation)은 영덕군 축산면 경정리에 소규모로 분포하는 퇴적암 지층으로, 일본인 지질학자 노부히로 하타에(Nobuhiro Hatae, 波多江信廣)에 의해 영덕 지질도폭(1937)에서 최초로 명명된 지층이다. 경정동층은 선경상계 쥐라기 우백질 화강암 위에 부정합으로 퇴적되어 있고 백악기의 경상 누층군 울련산층에 의해 정합으로 덮여있다. 주로 역암, 역질사암, 회색 사암, 미사암, 암회색 이암으로 구성되며 화산암력은 포함하지 않고 기저부는 함백운모흑색사암, 장석질사암, 사질역암 등으로 구성된다. 암석은 회색 내지 암회색을 띠며 연속성이 불량한 두께 1 m 이내의 무연탄층을 협재하기도 하며, 중부에 약 1 m 두께의 붉은색 이암이 2매 협재된다. 전체적으로 상향 세립화 경향을 보이며, 경정동층의 하부에서 평균 장경 15 cm, 중부에서 장경 5 cm, 상부에서 장경 2 cm 등 상부로 갈수록 역의 크기와 함량이 줄어들어 최상부에서 역질사암층이 사암 및 이암층과 교호하고 있다. 역암에 있는 역역은 사진과 같이 둥글며 그 종류는 규암, 화강암류, 화강편마암, 암회색 사암과 이암, 흑색 셰일, 점판암, 편암 등으로 화산암 종류는 확인되지 않았다. 지층의 주향은 북서 80~38°, 경사는 북동 7~20°이다.
- 영덕 지질도폭(1937)에서는 경정동층에서 산출된 식물 화석Cladophlebis denticulata Brongniart, Nilssonia sp. cf. N. alaskana Hollick, Podozamites lanceolatus (L. & H.), Equisetites sp., Sequoia ambigua Heer을 보고하였고 이에 근거하여 경정동층을 상부 낙동통(구 신동층군)에 대비하였다. 영덕 지질도폭에 의하면 경정동층은 주로 역암, 녹색을 띠는 사암, 녹회색 셰일로 구성되며 적색층은 없다. 경정동층 남단에 위치한 화강암류는 불국사 화강암류로 경정동층을 관입하고 있으며 오천동층(→울련산층, 동화치층[3])에 의해 정합으로 덮인다. 경정동층의 주향은 북동 70~80°, 경사는 북서 20°이며 지층의 두께는 약 130 m이나 전체 두께는 알 수 없다.[2]
- 장기홍과 양승영(1970)은 노부히로 하타에(1937)가 경정동층의 탄질셰일 및 암회색 사질셰일에서 발견한 식물화석이 의심할 여지 없는 낙동층군(구 신동층군)의 식물화석이며 특히 연화동층(낙동층)의 것과 유사하고, (암)회색을 띠고 역암, 사암 등으로 구성되며 무연탄층을 협재하는 암상도 연화동층에 대비된다고 보고하였다.[15]
- 장기홍 외(1990)는 평해읍 부근에 경정동층과 암상, 두께가 비슷한 지층이 있다고 보고하였으며  경정동층이 탄질층의 협재와 역암층 내에 화산암력을 함유하지 않는 암상 특성과 식물 화석으로부터 신동층군 진주층에 대비될 것으로 보고하였다.[3]
- 전희영 외(1994)는 경정동층으로부터 Equisetites sp., Cladophlebis denticulata Brongniart, Cladophlebis sp., Nilssonia alaskana Hollick, Cupressinocladus sp., Frenelopsis sp., Pagiophyllum sp., Sequoia ambigua Heer, 및 Podozamites lanceolatus Lindley and Hutton, Podozamites sp. 등이 발견되었다. 이는 낙동층 상위 화석대와 유사한 조성을 보이고 있으며, 후기 발랑쟁절(Valanginian)-전기 바렘절(Barremian)의 시대를 지시하는 것으로 볼 수 있다.[16]
- 강희철 외(2018)는 경정동층의 사암으로부터 추출된 저어콘에 대해 SHRIMP U-Pb 절대연령을 측정한 결과 1억 2200만 년(122 Ma; 백악기 전기 압트절)보다는 젊은 연대를 보였다고 보고했다.[4]
- 영덕군 축산면 경정리 산 308 (N 36°28'24.45", E 129°26'02.51")에서 중생대 화강암과 경정동층과의 부정합 경계를 관찰할 수 있다. 화강암은 세립질이며 엽리가 일부 발달하고 홍색을 띤다. 주로 역암과 역질사암으로 구성된 경정동층 내에는 역들이 인장 응력에 의해 절단된 소규모 정단층과 석영 세맥들이 발달한다.[17]

## 경상 누층군

### 오천동층 (1937~1990)
오천동층(午泉洞層, Gosendo Formation)은 영덕-영해 지질도폭(1937)에서 명명된 지층으로 장기홍 외(1990)가 오천동층을 울련산층, 동화치층 등으로 분리하여 현재는 더 이상 사용하지 않는 명칭이다. 영덕-영해 지질도폭에 의하면 오천동층은 주로 역암, 사암, 셰일로 구성되며 반암(斑岩, porphyrite)을 수반한다. 암석은 대개 적색을 띠며 불규칙적으로 흑색 셰일과 렌즈상 석회암이 협재된다. 지층의 두께는 2,000 m 이상이다.

### 울련산층(1990~현재)과경북동해안 국가지질공원

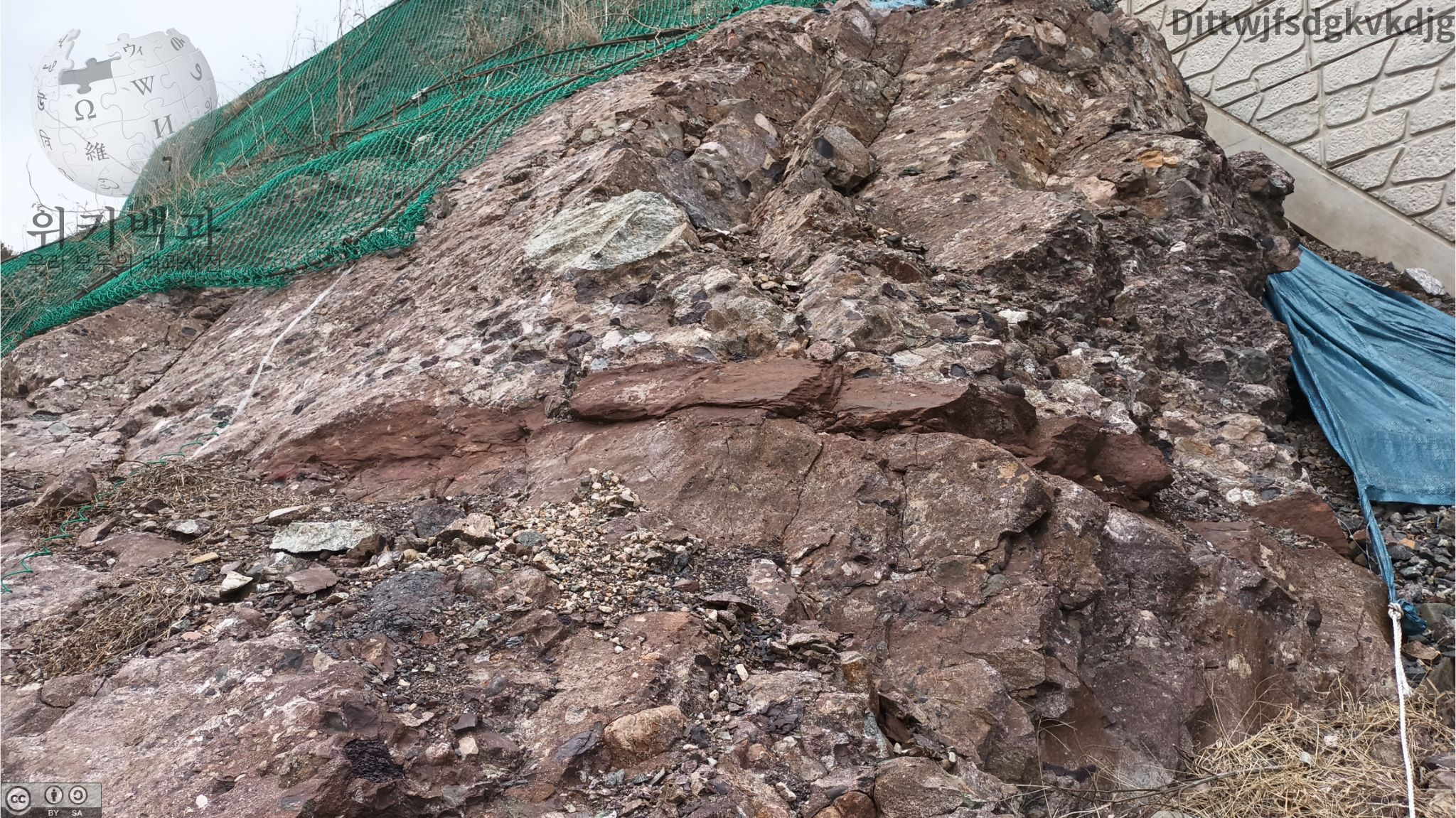
영덕군 축산면 축산리 국지도 제20호선 도로 공사 현장의 울련산층 역암

울련산층은 경상 분지 영양소분지에 분포하는 중생대 백악기 경상 누층군의 지층이다. 영덕군 지역의 울련산층은 주로 역암으로 구성되며, 축산면 경정리-도곡리 지역에서 적색 미사암(실트스톤)의 협재 여부를 기준으로 상, 하부로 나눌 수 있다. 두께 400 m의 하부는 역암과 미사암의 교호대로서 미사암은 적색을 띠며, 역암층은 횡적 변화가 심하며 상부로 갈수록 두께가 얇아지고 입도도 작아진다. 두께 1,800~2,200 m의 울련산층은 상부와 하부로 나누어진다. 하부는 역암과 미사암이 교호한다. 상부는 주로 역암과 역질사암으로 구성되며, 미사암이 거의 없다. 역암층은 대부분 층리가 잘 발달하고, 횡적 연장성도 양호하며 입도의 변화도 거의 없다. 울련산층 내에는 염기성의 관입 암맥들이 봉화산(285.9 m, 축산면 도곡리) 봉수대 남측의 산록 능선에 다수 분포한다. 축산면 축산리 염장마을 하안 노두에서는 울련산층 내에 폭 2~10 m 정도의 현무암이 층리에 평행하게 협재된다. 울련산층의 퇴적시기 상한을 결정하기 위하여 사암으로부터 추출된 저어콘에 대하여 U-Pb SHRIMP 연대측정 결과 108 Ma 보다는 젊은 연대를 보였다. 영덕군 축산면 고곡리 산 267-8 (N 36°29'31.69", E 129°24'35.12")에는 북북동 주향의 양산 단층대의 주 단층핵이 약 30 m 폭으로 발달하며, 단층핵을 기준으로 서편과 동편에 각각 유천층군 현무암과 하양층군 울련산층이 분포한다. 이 단층면의 직상위에는 제4기의 중립질 사암과 실트가 혼재된 산록 퇴적물의 하부층이 단층면과 접하며 분포하고 있어 이 단층이 제4기에 운동한 활성단층일 가능성이 높다.

#### 경북동해안 국가지질공원 영덕 대부정합
영덕군 영해면 사진리 199-1 (N 36°31'39.76, E 129°26'28.75")에는 고원생대 변성암류의 녹색편암이 울련산층의 최상부 역암층을 충상하는 역단층이 드러나 있다. 주향 북서 80°, 경사 북동 45°의 이 단층은 내륙으로 약 3 km 연장되고 양산 단층과 접한다. 단층 북측의 녹색편암 내에는 응집력이 있는 엽리상의 단층파쇄암대가 수십 m에 걸쳐 여러 매 관찰되며, 남측의 울련산층 역암에는 수 m 이상의 두께를 가지는 단층각력암이 발달한다. 이 단층은 일월산 스러스트 단층이 양산 단층대에 의해 남쪽으로 약 32 km 이동한 것으로 해석된다. 이곳에서 1 km 남쪽 해안가(N 36°31'08.09", E 129°26'37.50", 영해면 사진리 산 141)에도 거의 동일한 기하를 보이는 스러스트 단층이 드러나 있다. 단층 경계부는 해수로 인해 관찰이 어려우며 하반의 울련산층 역암들은 심하게 파쇄되어 있다. 단층각력대 및 파쇄대의 두께는 상반인 녹색편암에서 약 12 m, 울련산층 역암에서 약 5 m로 발달한다. 본 지질 유산은 아래 사진과 같이 동해안 지질공원의 영덕 대부정합(Yeongdeok Great Unconformity)으로 명명되어 있다. 영덕 대부정합은 사진2리와 사진3리 사이, 영덕대게로 도로변에 드러나 있으며 도로변에 표지판이 있어 쉽게 찾아갈 수 있다. 이 지질명소에는 주차 시설과 안내 표지판이 있다. 암석은 해안 절벽 밑에 있어 추락에 유의해야 한다.
퇴적물이 차곡차곡 쌓여 굳어지면 줄무늬 모양(층리)의 지층이 생긴다. 층리면을 경계로 연속해서 쌓인 위아래 지층의 관계를 정합이라 한다. 이렇게 형성된 지층이 지각 변동으로 융기하여 깎여나간 후 침강하여 다시 퇴적물이 쌓이면 위아래 지층 사이에 연속되지 않는 경계가 생긴다. 이를 부정합, 그 경계면을 부정합면 이라 한다. 변성암이나 화성암이 침식되고 난 후 그 위에 퇴적암이 형성되어도 부정합이 생긴다. 부정합면을 통해 두 지층 사이에 커다란 시간 간격이 있고, 과거에 지각 변동이 있었음을 알 수 있다. 영덕 부정합은 아래쪽에 놓인 고원생대의 녹색편암(약 18억 년 전)과 중생대에 만들어진 역암(약 1억 년 전) 사이에 분포한다. 두 지층 사이에는 약 17억 년의 긴 시간 간격이 있다. 부정합 중에서도 이렇게 긴 시간간격을 가지는 부정합을 특별히 대부정합(great unconformity)이라 한다.— 현지 안내문

When sediments pile up and lithify one after another, stratified layers
경북동해안 국가지질공원, 영덕 대부정합
- 울련산층 역암의 모습
북위 36° 31′ 05.7″ 동경 129° 26′ 38.4″ / 북위 36.518250°  동경 129.444000°
- 도로변 안내 표지판
북위 36° 31′ 06.3″ 동경 129° 26′ 38.1″ / 북위 36.518417°  동경 129.443917°

#### 경북동해안 국가지질공원 죽도산 퇴적암
영덕군 축산면 축산리 3-39 (N 36°30'32.43", E 129°27'7.95")에는 죽도산(78.1 m)의 해변을 따라 500 m 이상 역암과 역질조립사암으로 구성된 울련산층이 드러나 있다. 죽도산 퇴적암이라 불리는 울련산층 지층에는 점이층리와 판상층리, 사층리가 발달하며 퇴적암을 관입한 중성 암맥도 관찰된다. 죽도산 남동부의 축산리 산 106-7 (N 36°30'28.29", E 129°27'09.98")에는 담황색 내지 담회색을 띠는 울련산층에 암회색의 염기성 암질의 암상(巖床; sill)과 암맥들이 수 cm~수 m의 폭으로 여러 매 노출되어 있어 독특한 경관을 보인다. 특히 염기성 암질(현무암질)의 암상 경계부에는 고화되지 않은 울련산층의 퇴적물 사이로 성분이 다른 고온의 염기성질암이 층리를 따라 관입할 때 특징적으로 나타나는 페퍼라이트(peperite)가 산출된다.
영덕군 축산면 축산리 산 69 (N 36°30'2.73", E 129°26'1.16")에는 울련산층 퇴적 당시 현무암질 마그마의 유입으로 인해 미고결 상태인 퇴적물과 현무암질 암상(巖床)의 관입 경계에서 혼화로 인해 형성된 페퍼라이트가 관찰된다.
경북동해안 국가지질공원, 축산리 죽도산 울련산 퇴적암 지층
- 죽도산 남측 죽도산블루로드현수교 부근의 울련산층 (축산면 축산항4길 49-2 부근)
북위 36° 30′ 19.7″ 동경 129° 26′ 59.5″ / 북위 36.505472°  동경 129.449861°
- 죽도산 북동측 주차장의 울련산층 (축산면 축산항길 85-9 부근)
북위 36° 30′ 30.7″ 동경 129° 27′ 09.9″ / 북위 36.508528°  동경 129.452750°
- 울련산층 퇴적암
북위 36° 30′ 27.3″ 동경 129° 27′ 09.2″ / 북위 36.507583°  동경 129.452556°
- 울련산층 퇴적암과 역암
북위 36° 30′ 23.4″ 동경 129° 27′ 06.7″ / 북위 36.506500°  동경 129.451861°
- 울련산층 퇴적암과 역암
북위 36° 30′ 23.5″ 동경 129° 27′ 06.6″ / 북위 36.506528°  동경 129.451833°
- 울련산층 퇴적암에 발달한 타포니 구조
북위 36° 30′ 24.3″ 동경 129° 27′ 07.4″ / 북위 36.506750°  동경 129.452056°
- 울련산층 퇴적암
북위 36° 30′ 28.1″ 동경 129° 27′ 09.3″ / 북위 36.507806°  동경 129.452583°

#### 경북동해안 국가지질공원 경정리 백악기 퇴적암
영덕군 축산면 경정리 121 (N 36°29'16.40", E 129°26'31.92")에는 해안을 따라 붉은색 이암 내지 사질이암과 하천 기원의 역암 및 백색의 사암으로 구성된 울련산층이 드러나 있다. 붉은색 이암에는 무척추동물의 생흔 화석이, 사암에는 사층리가, 역암에는 판상층리 또는 사층리가 발달한다. 경정리 백악기 퇴적암으로 명명되어 있는 이 지질명소는 국지도 제20호선 영덕대게로 도로변에 있으며 자동차로 방문할 때는 안동병원연수원(영덕군 축산면 영덕대게로 1852) 혹은 바다여행 펜션(영덕군 축산면 영덕대게로 1831)으로 검색하면 된다. 도로변에는 안내 표지판과 화장실 등 간단한 시설이 있으며 바다로 이어지는 계단을 내려가면 해안가의 울련산층 노두를 관찰할 수 있다.
경북동해안 국가지질공원, 경정리 백악기 울련산층 퇴적암
- 국지도 제20호선 영덕대게로 도로변에 드러난 울련산층 적색층과 백색층의 경계
북위 36° 29′ 15.7″ 동경 129° 26′ 26.7″ / 북위 36.487694°  동경 129.440750°
- 국지도 제20호선 영덕대게로 도로변에 드러난 울련산층. 적색의 이암층과 백색의 사암층이 교대로 나타난다.
북위 36° 29′ 15.7″ 동경 129° 26′ 27.4″ / 북위 36.487694°  동경 129.440944°
- 울련산층의 역암
북위 36° 29′ 15.5″ 동경 129° 26′ 27.6″ / 북위 36.487639°  동경 129.441000°
- 국지도 제20호선 도로변의 국가지질공원 경정리 백악기 퇴적암 안내판
북위 36° 29′ 16.1″ 동경 129° 26′ 30.6″ / 북위 36.487806°  동경 129.441833°
- 울련산층 역암의 모습. 지층 중에 자갈이 박혀 있다.
북위 36° 29′ 16.6″ 동경 129° 26′ 33.7″ / 북위 36.487944°  동경 129.442694°
- 해안 노두 전경. (사진 전면에 보이는 마을은 경정항)
북위 36° 29′ 15.8″ 동경 129° 26′ 32.9″ / 북위 36.487722°  동경 129.442472°
- 적색 이암층과 백색 사암층의 교호
북위 36° 29′ 15.8″ 동경 129° 26′ 33.4″ / 북위 36.487722°  동경 129.442611°
- 적색 이암층과 백색 사암층의 교호
북위 36° 29′ 16.1″ 동경 129° 26′ 33.6″ / 북위 36.487806°  동경 129.442667°
- 하부의 적색층과 상부의 암회색 역암층
북위 36° 29′ 06.1″ 동경 129° 26′ 13.8″ / 북위 36.485028°  동경 129.437167°

### 동화치층
동화치층은 경상 분지 영양소분지에 분포하는 중생대 백악기 경상 누층군의 지층이다. 영덕군의 동화치층은 장기홍 외(1990)에 의하면 알코스~장석질사암, 적색 실트질셰일, 역암, 역질사암, 처트로 구성된 역암으로 구성되며 두께는 300~500 m이다. 강희철 외(2018)에 의하면 축산면 기암리, 영덕읍 화천리, 화수리에 분포하고 주로 장석질사암, 역암, 역질사암, 적색 미사암 및 처트를 함유한 역암으로 구성되며 상부의 역질사암-사암 교호층에 수 m 두께의 현무암이 층리와 평행하게 협재된다.

### 가송동층
가송동층은 경상 분지 영양소분지에 분포하는 중생대 백악기 경상 누층군의 지층이다. 영덕군의 가송동층은 적색 실트스톤과 세립사암, 부수적으로 녹회색 이암, 처트, 처트질셰일이 교호하며 두께는 50~100 m이다. 가송동층은 녹회색 이암과 처트가 없으면 하부의 동화치층과의 경계가 매우 모호하며 또한 상부의 청량산층이 없을 경우 그 상위의 도계동층과 구분도 매우 어렵다. 가송동층의 북쪽은 하부의 동화치층과 정합으로 접하며 동쪽은 영덕 단층에 의해 영덕 심성암체와 접한다. 가송동층은 대체로 동-서 주향에 남쪽으로 경사져 있으나 영덕 단층 인근에서 주향이 시계방향으로 회전되거나 단층의 주향에 평행해진다.
영덕군의 가송동층
- 창수면 창수리 지방도 제918호선 도로변
북위 36° 36′ 27.6″ 동경 129° 14′ 40.4″ / 북위 36.607667°  동경 129.244556°
- 창수면 창수리 지방도 제918호선 도로변
북위 36° 36′ 24.3″ 동경 129° 14′ 42.2″ / 북위 36.606750°  동경 129.245056°
- 창수면 창수리 지방도 제918호선 도로변
북위 36° 36′ 19.5″ 동경 129° 14′ 43.9″ / 북위 36.605417°  동경 129.245528°
- 울진군 온정면 조금리/영덕군 창수면 삼계리 경계 국지도 제69호선 도로변의 가송동층과 영덕 단층의 노두
북위 36° 39′ 47.1″ 동경 129° 20′ 00.3″ / 북위 36.663083°  동경 129.333417°

### 청량산층
청량산층은 경상 분지 영양소분지에 분포하는 중생대 백악기 경상 누층군의 지층이다. 영덕군의 청량산층은 현무암, 규암, 화강암, 사암, 편마암 등의 역을 가진 화산암력을 포함한 응회질역암, 사암, 이암으로 구성되며 지층의 두께는 2~5 m, 최대 50 m이다. 층리가 거의 관찰되지 않으며 지품면 덕경산에서는 현무암의 박층이 본 층 기저에 놓인다.

### 도계동층
도계동층은 경상 분지 영양소분지에 분포하는 중생대 백악기 경상 누층군의 지층이다. 영덕군의 도계동층은 주로 자색의 셰일, 미사암으로 구성되며 두께는 150~250 m이다. 층리는 청량산층 부근에서 동-서 주향에 남쪽으로 경사하나 남부로 갈수록 남-북 내지 북북서 주향에 서쪽으로 경사한다.

### 기사동층
기사동층(Gisadong Formation)은 암상에 있어서 도계동층과 유사하나 도계동층과 달리 처트역을 가진 역암층이 특징적으로 3~8매 출현한다. 지층의 두께는 지품면 복곡리에서 200 m이며 이 지역에서는 함처트 역암층이 3~5매 협재되나 영덕읍 쪽으로 갈수록 두께가 증가해 390 m에 이르고 함처트 역암층이 8매 협재된다.
영덕군의 기사동층
- 영덕군 달산면 용평리, 흥기교 서측 대서천 하상
북위 36° 23′ 05.0″ 동경 129° 18′ 07.0″ / 북위 36.384722°  동경 129.301944°
- 영덕군 강구면 상직리, 지방도 제914호선 도로변
북위 36° 22′ 53.0″ 동경 129° 19′ 50.0″ / 북위 36.381389°  동경 129.330556°

### 신양동층
신양동층(新陽洞層, Sinyôdô Formation, Sinyangdong Formation)은 영덕 지질도폭(1937)에서 처음 명명되었으며 지품면 신양리 오천리, 달산면 용평리, 매일리 일부 지역에 분포한다. 영덕 지질도폭(1937)에 의하면 대개 흑색 사암과 셰일, 역암으로 구성되며 두께는 160 m이다. 노부히로 하타에는 이 지층 흑색 사암과 셰일에서 Equisetites sp., Ginkgoites adiantoides (Ung.), Gunninghamites squamosus Heer?, Sequoia ambigua Heer, Sequoia fastigiata (Sternberg), Sequoia obovata Knowlton, Brachyphyllum sp., Menispermites nov. sp., Legminosites sp., Vibrunum sp. 등의 식물 화석을 발견하였다. 장기홍(1990)에 의하면 하양층군의 최상부 지층이며 암회색~흑색 사암과 세일로 구성되고 사암과 역암이 협재된다. 지층의 두께는 200 m이며 기저에 두께 30 m의 역암이 나타난다.

### 입봉 분암층
입봉 반암층(笠峰玢巖層, Ryǔhô porphyrite Formation, Ipbong porphyrite)은 영덕군 팔각산, 대지리 일대에 분포하는 반암이다. 영덕 지질도폭(1937)에 의하면 신양동층 위에 정합적으로 놓이며 두께는 250 m 이상이다.
영덕군의 입봉 분암층
- 영덕군 달산면 옥계리, 지방도 제930호선 옥계1교 부근 가천 하상
북위 36° 19′ 53.6″ 동경 129° 15′ 58.6″ / 북위 36.331556°  동경 129.266278°
- 영덕군 달산면 옥산리, 옥계사랑방펜션(달산면 팔각산로 903-11) 앞 대서천 하상
북위 36° 20′ 23.0″ 동경 129° 16′ 23.0″ / 북위 36.339722°  동경 129.273056°
- 영덕군 달산면 옥산리
북위 36° 20′ 23.5″ 동경 129° 16′ 24.5″ / 북위 36.339861°  동경 129.273472°

## 영해 분지
영해 분지는 영덕군 영해면 중부와 병곡면에 걸쳐 분포하는 신생대 제3기의 퇴적 분지로 포항 분지의 연일층군에 대비되며 밑에서부터 도곡동층, 영해 역암층, 이동층으로 구성된다. 영해분지 지역에서 탄성파 조사를 실시한 결과 지하수위는 대략 5 m 내외이며 지하 45 m에 연암(soft rock)과 중암(medium rock)의 경계가 있다.

### 도곡동층
도곡동층(陶谷洞層, Tokokudô Formation, Dogokdong Formation)은 축산면 도곡리와 영해면 성내리에 소규모 분포하며 역암, 사암, 흑색 셰일로 구성되고 석탄을 소량 협재한다. 지층의 전체 두께는 약 30 m이다.

### 영해 역암층
영해 역암층(寧海礫岩層, Neikai Conglomerate Formation, Yeonghae Conglomerate Formation)은 연일층군 중 가장 두꺼우며 주로 역암으로 구성되고 사암이 협재된다. 역암은 화강암과 규암으로 구성되고 부수적으로 신라통의 적색 셰일이나 반암이 있다.

### 이동층
이동층(榮洞層, Eidô Formation, Idong Formation)은 영해 분지의 최상부 지층으로 병곡면 병곡리에 분포하며  역암과 사암으로 구성된다. 지층의 전체 두께는 35 m이며 하부에서 식물 화석 Quercus sp., Liquidamber formosanum Hance 등이 산출되고 최상부 층준의 역암에서는 Ostrea sp., Pacten cfr. meisenensis Makiyama, Chione tateiwai Makiyama?, Cardium sp., Dosinia angulosa Philip., Paphia variegata (Hanley), Terebra sp.?, Siphonaria sp.? 등의 해양 패류 화석이 산출되었다.

## 단층

### 양산 단층

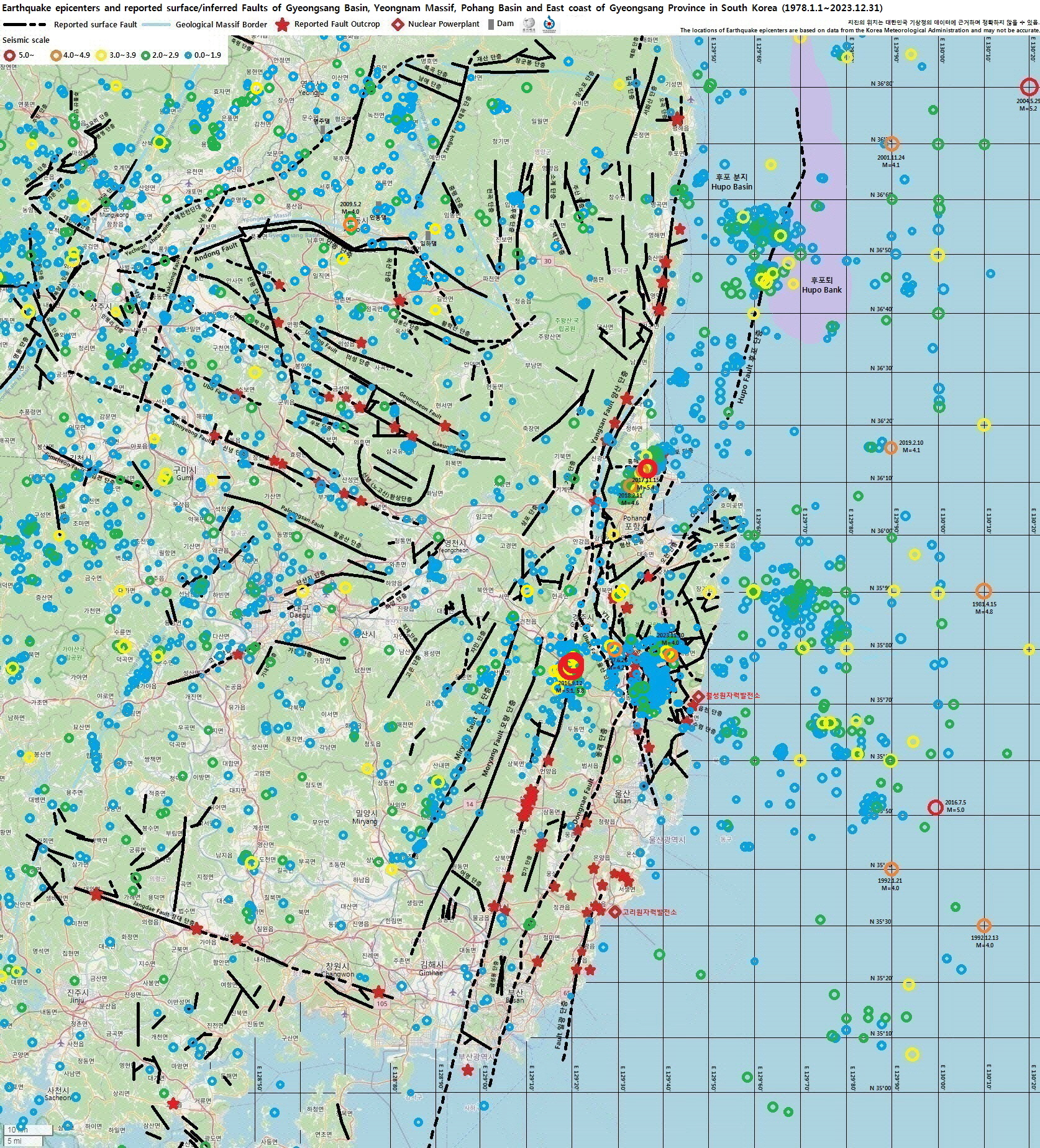
영덕군을 지나는 양산 단층

영덕군에서 양산 단층은 동해바다로 들어간다. 김종환(1976), 원종관(1978) 등의 연구에서는 양산 단층이 영덕군의 북부에서 동해로 빠져 나간다고 보고하였다. 그러나 채병곤과 장태우(1994)는 양산 단층의 파쇄대 폭이 언양읍 지역에서 1 km에 달하나 포항시 청하면 안심저수지 부근에서는 500 m에 미치지 못하고 영일군 송라면 양성리 부근에서 불과 30 m까지 감소하며 영덕군 남정면 장사 이북에서는 파쇄대의 폭이 급격히 감소하고 단층의 증거가 매우 희박한 곳이 많다는 점을 지적하며, 양산 단층이 영덕군에서 더 이상 북쪽으로 연장되지 않고 소멸된다고 추정하였다. 이들은 단층 구조와 단층 내 단열 구조의 해석을 통해 양산 단층의 가지(branch) 단층이 말단부에서 말꼬리 형태(horse tail splay)로 분기되며 서서히 소멸되고, 양산 단층은 적어도 3회의 주향 이동 운동과 두 번의 경사 이동 운동을 복합적으로 겪은 것으로 해석하였다.
그러나 이후의 연구들을 통해 영덕군 중부를 넘어 영덕군 북동부 축산면 고곡리와 영해면 그리고 평해에 이르기까지 단층의 노두들이 연속적으로 보고되었다. 강희철 등(2018)은 영덕군 동부 지역의 지질을 조사하였는데, 연구진들은 축산면과 영해면을 지나는 양산 단층이 채병곤과 장태우가 제시한 것과 달리 양산 단층이 영덕군에서 소멸하지 않고 북쪽으로 연속되는 것으로 판단하였다. 천영범 등(2019)은 영덕읍과 축산면에 이르는 4개 지역을 따라 양산 단층의 노두를 보고했다. 길태언(2023) 등은 울진군 평해읍의 영남 육괴와 경상 분지의 경계에 위치한 평해 분지의 동쪽이 북부 양산 단층에 해당하는 역이동성 우수향 주향이동 단층으로 경계 지어진다고 해석하였다. 이러한 연구들은 양산 단층이 북쪽으로 영덕군 영해면를 지나 울진군 평해읍 일대까지 연장됨을 지시한다.
영덕군 영덕읍 북쪽에서 양산 단층은 영덕읍 삼계리에서 국도 제7호선을 따라 축산면 고곡리와 영해면 괴시리를 지나 대진해수욕장 방면으로 이어지며 양산 단층에서 영덕 단층과 F1, F2 등의 가지 단층들이 분기된다. 이들 단층을 경계로 동측과 서측의 지질 분포 및 지형적 차이가 확연히 드러난다. 양산 단층과 평행한 F1 단층은 영덕군 고곡리 부근에서 굴곡되어 양산 단층과 합류하며, 양산 단층과 F1 단층 사이에도 다수의 연결 및 부차(subsidiary) 단층들이 발달한다. 이러한 단층의 분포는 대규모 주향 이동성 단층에서 나타나는 분기, 합류, 굴곡 그리고 계단식 분절(step over)등의 기하학적 특성과 잘 일치하는 양상을 보인다.
영덕군의 영덕 단층대는 양산 단층대에서 분기된 가지 단층(branch fault)으로 해석되며 영덕군 강구면에서 영해면 묘곡리 묘곡저수지를 지나 울진군 온정면까지 약 40 km 이상 연장된다. 영덕군 영덕읍 화천리 이북으로는 북북서-남남동 내지 남-북 방향으로 하나의 단층선으로 발달하나 화천리 이남으로는 두 조의 단층으로 분기되는 특징을 보인다. 두 조 중 서편의 것은 북북동~북동 주향과 북서 주향의 분절들이 지그재그로 연결된 기하를 보이지만, 동편의 것은 북북서 주향으로 하나로 달리며 영덕군 강구면에서 양산 단층대와 합류한다.

#### 영해면 대진리 지점
영덕군 영해면 대진리 33-3 (북위 36° 33′ 07.87″ 동경 129° 26′ 17.48″ / 북위 36.5521861°  동경 129.4381889° )에는 선캄브리아기 변성암류와 제4기 지층이 단층으로 접하고 있다. 북동 주향의 단층은 해안까지 연장되는 것으로 추정되며 단층의 북서쪽에는 제4기 지층들이 거의 수평의 층리와 함께 약 10 m 두께로 분포한다.

#### 영해면 괴시리
고경태(2022) 등은 영덕군 영해면 괴시리 지역에서 양산 단층의 노두를 조사하였다. 이 지역에서 양산 단층은 뚜렷한 선상구조(lineament)를 형성하고 있으며 동해로 흘러가는 송천은 양산 단층과 교차하는 곳에서 꺾여 있다(deflected). 전기 비저항 탐사 결과 낮은 저항값을 보여 북북동-남남서 방향 주향 이동 단층의 존재를 지시한다. 단층 서부 화강암의 지르콘 206Pb/238U 연대는 약 1억 9천만년으로 측정되었고, 미고결 퇴적물의 OSL 연령을 측정한 결과 최저 97±7 ka가 산출되어 약 10만 년 전에 파쇄가 일어났다고 결론 내렸다.

#### 영해 분지
아마드(2020)는 영덕군 영해면 일대에 발달한 영해 분지(Yeonghae Basin)의 구조를 분석하였다. 현장조사 결과 영해 분지의 동쪽 경계 단층은 우수향 주향이동 단층이며 이는 양산 단층의 북쪽 분절의 연장이다. 서쪽 경계 단층은 우수향 주향이동 및 정단층이다. 영해 분지는 중신세 후기에 북북서-남남동 방향의 압축력에 의한 양산 단층의 좌수향 이동으로 형성되었으며 이후 경계단층은 동북동-서남서 방향의 압축력에 의한 응력 변화로 인해 반대 방향으로 재활성화되었다. 그 결과 분지는 닫히고 상승하기 시작한다. 이로서 영해 분지는 역전된 인리형 분지로 분류되었다.

#### 축산면 고곡리 지점
영덕군 축산면 고곡리 산 267-8 (북위 36° 29′ 31.69″ 동경 129° 24′ 35.12″ / 북위 36.4921361°  동경 129.4097556° )에는 북북동 주향의 양산 단층대의 주 단층핵이 약 30 m 폭으로 발달하며, 단층핵을 기준으로 서편과 동편에 각각 유천층군 현무암과 하양층군 울련산층이 분포한다. 이 단층면의 직상위에는 제4기의 중립질 사암과 실트가 혼재된 산록 퇴적물의 하부층이 단층면과 접하며 분포하고 있어 이 단층이 제4기에 운동한 활성단층일 가능성이 높다.

#### 자부터 단층
자부터 단층은 자부터고개 인근 국도 제7호선 확장 공사 당시의 절개 사면(북위 36° 26′ 54.8″ 동경 129° 23′ 58.5″ / 북위 36.448556°  동경 129.399583° )에서 확인되었으며 현재는 공사가 완료되어 노두가 보존되지 못하고 소멸되었다. 주향 북동 10°, 경사 남동 80°의 단층을 경계로 하여 백악기 경상 누층군 가송동층 사암과 백악기 화강암이 접한다. 자부터 단층도 양산 단층의 주 연장선 상에서 발견된 단층이며, ESR 연대측정법에 의하여 활성단층으로 규명되었다. 단층대 내의 4개 지점에서 측정된 단층비지의 ESR 연령은 각각 920±90 ka, 850±80 ka, 890±120 ka, 920±90 ka이다.

#### 덕곡 단층
덕곡 단층은 영덕군 강구면 하저리 산 117-5 도로 절개사면(북위 36° 24′ 30.2″ 동경 129° 23′ 21.1″ / 북위 36.408389°  동경 129.389194° )에서 처음 확인된 단층이다. 덕곡 단층 노두 지점은 남북으로 달리는 양산 단층대의 연장선상에 놓인다. 단층의 하부에는 신생대 제3기 유문암질 화산암이, 단층의 상부에는 중생대 백악기 퇴적암이 분포하고 있어 역단층 운동이 있었음을 지시한다. 덕곡 단층은 남-북 방향의 주향과 남동 경사를 보이며, 주향 이동 단층의 특성을 보인다. 이 단층에서는 제4기층은 없으나, 단층각력대에 발달하는 방해석맥의 14C 연령은 약 11,450 yr BP 내지 9,900 yr BP이며, ESR 연대측정법에 의한 단층비지의 ESR 연대는 660±30 ka 및 650±30 ka이다.

### 영덕 단층
영덕 단층은 경상북도 영덕군 강구면에서 울진군 온정면까지 약 40 km 연장되는 북북서-남남동 또는 남-북 방향의 선형구조로 인지되며, 양산 단층의 가지단층이다.

### 영덕군 병곡면의 단층 노두
신원정과 김종연(2021)은 영덕군 병곡면 백석리 계곡에서 기반암과 그 위의 퇴적층이 절단된 단층의 노두를 발견하였다. 병곡면 단층 노두는 정부의 연구 사업과는 무관한 것으로 오르또바다마을 펜션 조성 공사 과정에서 드러난 것이며 해안단구 위에 발달해 있다. 단층의 노두는 펜션 북서측 사면(북위 36° 36′ 59.86″ 동경 129° 24′ 25.18″ / 북위 36.6166278°  동경 129.4069944°  및 북위 36° 36′ 59.96″ 동경 129° 24′ 25.80″ / 북위 36.6166556°  동경 129.4071667° , 도로명주소: 영덕군 병곡면 동해대로 7577-3)에 위치하며 서쪽의 상반이 동쪽의 하반 아래로 하강한 양상을 보인다. 이러한 형상으로 볼 때 영덕 단층으로부터 갈라진 가지 단층 또는 그 운동의 영향으로 인해 부차적으로 형성된 정단층로 보인다

## 광산과 지하자원

### 영덕 금-은 광상
영덕광상은 영덕군 지품면 신양리에 위치하며 지질은 경상 누층군 춘산층과 신양동층의 역암, 셰일, 사암 및 제3기 화산암류로 구성된다. 이 광산은 1930년경 발견된 후 1933년부터 1942년까지 2.5톤의 금을 생산하였고 그 후 휴광하였다.  산출 광물로 황철석, 적철석, 유비철석, 섬아연석, 황동석, 방연석, 호박금, 농홍은광(濃紅銀鑛) 등이 있다. 모암의 변질광물에 대한 K-Ar 연대는 제3기 에오세인 45.4 Ma이다.

### 유금광상
유금광상은 영덕군 병곡면 금곡리 백악기 온정리 화강암 내에 배태된 열수 금광상으로 영해 화강섬록암 내에 발달한 북서 19~38° 주향의 단층대를 따라 관입한 함금 열수 석영맥으로 구성된다. 석영맥의 폭은 수 cm~2 m이며 지표 연장은 400 m이다. 금은 호박금의 형태로 산출되며 방연석 등 다른 황화물들과 수반된다. 품위는 금 0.05~251.6 g/t, 은 0.05~1445 g/t이다.

### 몰리브데넘
2023년 9월 라이트론은 영덕군 창수면 가산리 소재의 몰리브데넘 광산을 열었다. 영덕 몰리브덴광산은 현재 정비 중인 선광시설이 확충되면 일간 1000t을 목표로 채광과 탐광에 나서게 된다.

## 같이 보기
- 한국의 지질
- 경북동해안 국가지질공원
- 경상 분지
- 포항 분지
- 양산 단층
- 영덕군